# Macromina tuberculata
Macromina tuberculata är en skalbaggsart som beskrevs av Moser 1911. Macromina tuberculata ingår i släktet Macromina och familjen Cetoniidae. Inga underarter finns listade i Catalogue of Life.